# Crescione (araldica)
Il crescione è una pianta che compare in araldica quasi esclusivamente sotto forma di mazzo di foglie e, per lo più, nell'araldica civica.

D'argento, a tre mazzi di crescione di verde, legati d'oro, al capo d'azzurro, caricato di tre gigli d'oro (stemma di Vernon, Francia)
Fasciato di nero e d'oro di sedici pezzi, allo scaglione ondato d'argento, accompagnato da tre mazzi di crescione di verde, il tutto attraversante (Vayres-sur-Essonne, Francia)
Ramo di crescione d'oro, posto in palo (Sant Pere de Riudebitlles, Spagna)

## Traduzioni
- Francese: cresson
- Inglese: watercress
- Tedesco: Wasserkresse
- Olandese: waterkers
- Spagnolo: berro